# Route nationale 487
Pour les articles homonymes, voir Route 487.
La Route nationale 487 ou RN 487 était une route nationale française reliant Pouilly-sous-Charlieu à Sainte-Cécile.
À la suite de la réforme de 1972, elle a été déclassée en RD 487 dans la Loire et en RD 987 en Saône-et-Loire et dans le Rhône.

## Ancien tracé de Pouilly-sous-Charlieu à Sainte-Cécile
- Pouilly-sous-Charlieu
- Charlieu
- Châteauneuf
- La Chapelle-sous-Dun

La route faisait alors tronc commun avec la RN 485 jusqu'à La Clayette.
- La Clayette
- Varennes-sous-Dun
- Aigueperse
- Matour
- Trambly
- Clermain
- Sainte-Cécile